# Glade Creek Grist Mill

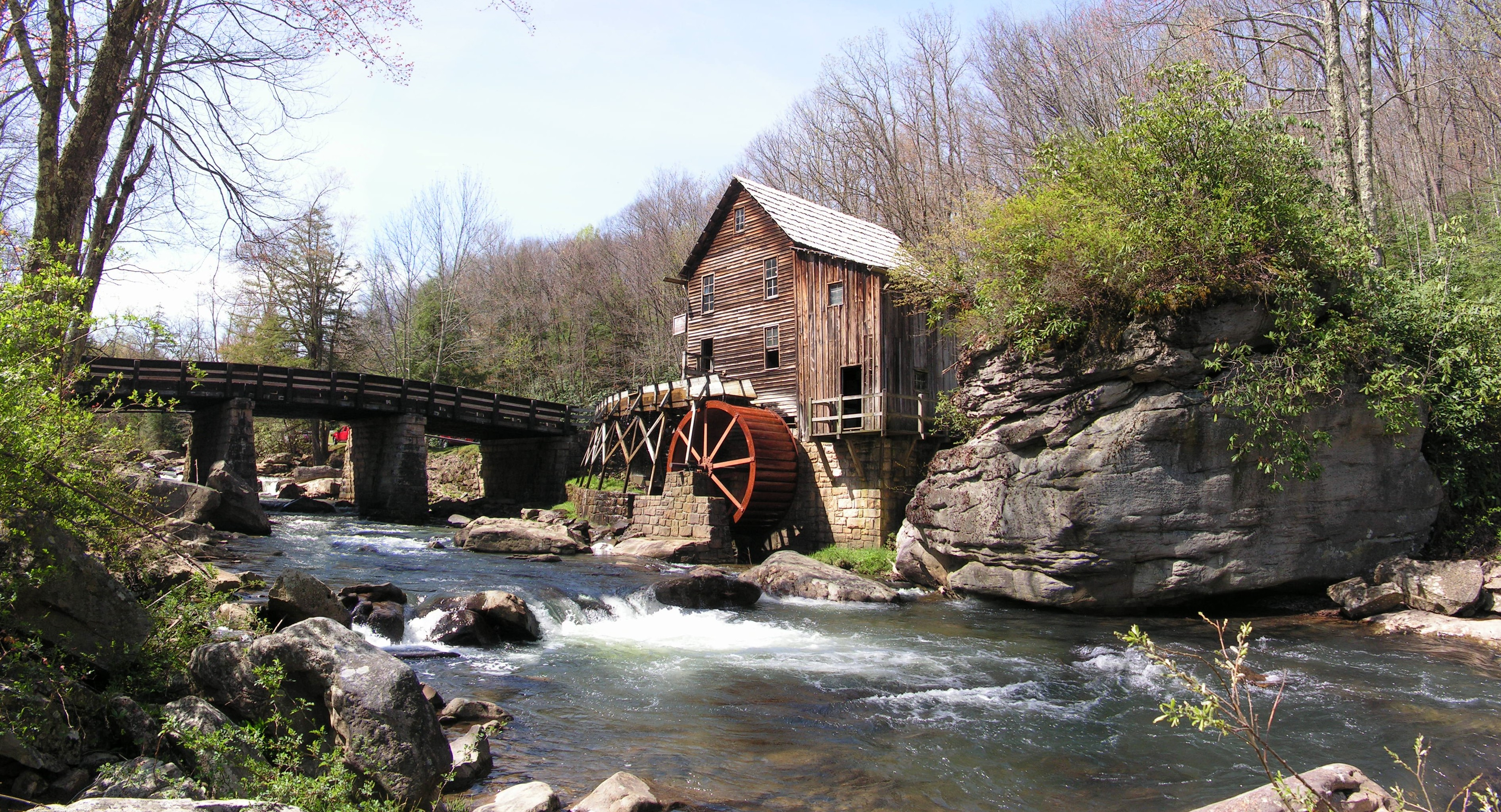
Die Glade Creek Grist Mill, 2006

Die Glade Creek Grist Mill ist eine funktionstüchtige historische Mühle im Babcock State Park, Danese in West Virginia. Sie wurde aus drei bestehenden historischen Mühlen 1976 rekonstruiert.

## Geschichte
Die Grundstruktur stammt von der 1890 gebauten Stoney Creek Grist Mill aus der Nähe von Campbelltown in Pocahontas County. Sie wurde dort abgebaut und im Babcock State Park wieder errichtet. Das Wasserrad stammt von der Run Grist Mill aus Petersburg in Grant County. Die Mühle wurde bei einem Feuer völlig zerstört. Lediglich das Wasserrad konnte unbeschädigt gerettet werden. Alle noch fehlenden Teile stammen von der Onego Grist Mill aus Seneca Rocks in Pendleton County.
Die Glade Creek Grist Mill wurde als Ersatz für die heute nicht mehr existierende Cooper's Mill gebaut.
Die Glade Creek Grist Mill ist seit ihrer Fertigstellung 1976 voll funktionsfähig. Mit ihr werden heute noch Mais und Buchweizen gemahlen und das Mehl an Touristen im Park verkauft.